# Timothy A. Phillips
Timothy A. Phillips är en amerikansk militär. Han tog i oktober 2023 över rollen som biträdande direktör, och fungerande direktör, för All-domain Anomaly Resolution Office (AARO). Phillips har etablerat sig som en respekterad ledare inom nationell säkerhet och underrättelsetjänst.

## Militär bakgrund och tjänstgöring
Phillips började sin karriär inom USA:s marinkår, där han nådde graden av överstelöjtnant. Hans militära karriär är noterbar för deltagande i en rad viktiga fredsbevarande, humanitära och stridande operationer över hela världen, inklusive insatser i Libanon, Somalia, Kuwait, Irak, samt inom Joint Task Force Bravo och JTF 510. 

## Akademiska meriter och ledarskapsutbildning
Phillips har en akademisk bakgrund, med en masterexamen i Business and Information Resources Management från Webster University, en Master of Military Science från Marine Corps University, och en kandidatexamen i statsvetenskap från University of Arizona. Vidare har han deltagit i  program vid Federal Executive Institute, Naval Postgraduate School Center for Homeland Defense and Security, Defense Acquisition University och flera andra institutioner. Phillips har även deltagit i exekutiva ledarskapsprogram vid Harvard University’s Kennedy School of Government och George Washington University.

## Bidrag till nationell säkerhet och underrättelsetjänst
Som en Senior National Intelligence Service executive sedan 2006 har Phillips tjänat i en rad ledande roller inom underrättelsegemenskapen, både på fältet och vid olika myndighetskontor.

## Ledarskap i All-domain Anomaly Resolution Office
Som biträdande direktör, och fungerande direktör, för AARO leder Phillips nu en organisation som är avgörande för att identifiera och hantera anomalier över alla domäner av nationell säkerhet.